# Oberhatzkofen
Oberhatzkofen ist ein Gemeindeteil der Stadt Rottenburg an der Laaber im niederbayerischen Landkreis Landshut. Bis 1978 bildete es eine selbstständige Gemeinde.

## Lage
Das Pfarrdorf Oberhatzkofen liegt in der Hallertau an der Großen Laber etwa zwei Kilometer südwestlich von Rottenburg.

## Geschichte
Bereits 871 erhielten Bischof Ambricho und sein Vogt Immo vom Priester Alawihus, dem Kanzler des Grafen Rodolt, Güter bei Hacinchova (Hatzkofen) gegen Besitz in Holzhausen. Die Pfarrkirche Hatzkofen wird erstmals 1183 erwähnt. 
Das Dorf Oberhatzkofen gehörte zur Hofmark Niederhatzkofen, die von 1577 bis 1781 im Besitz der bayerischen Adelsfamilie der Nothaft von Weißenstein war. Vom Ende des 18. Jahrhunderts bis 1845 waren Wiguleus Freiherr von Kreittmayr und seine Erben Inhaber dieser Hofmark. 
Die Gemeinde Oberhatzkofen wurde durch das bayerische Gemeindeedikt 1818 gegründet und gehörte anfangs zum Landgericht Pfaffenberg, dann zum Gericht Rottenburg, Bezirksamt Rottenburg an der Laaber und schließlich zum Landkreis Rottenburg an der Laaber. 1858 scheiterte der Versuch, die Gemeinden Oberhatzkofen, Niederhatzkofen, Bogenhausen und Unterlauterbach zu einer Gemeinde zu vereinen. Am 20. Mai 1874 wurden die Gemeinden Niederhatzkofen und Bogenhausen in die Gemeinde Oberhatzkofen eingegliedert. Zu Oberhatzkofen gehörten daher die Orte Bogenhausen, Brandhof, Eggerach, Eschenloh, Furth, Grünberg, Heckmühle, Lurz, Niederhatzkofen, Pleckenhof, Ramersdorf (Ramelsdorf), Scharmühle und Viehhausen.
Das Wappen der Gemeinde Oberhatzkofen wurde vom Gemeinderat am 5. Dezember 1969 beschlossen und von der Regierung von Niederbayern mit Entschließung vom 28. Mai 1971 genehmigt. Der rote Sparren mit der aufgelegten silbernen Lilie ist das alte Familienwappen der Kreitmayr. Die Farben Silber und Blau wiederum sind dem Wappen der Nothaft entnommen und erinnern an die Bedeutung dieser Familie für die Geschichte des Ortes.
Am 1. April 1971 schloss sich Unterlauterbach mit Unterbuch der Gemeinde Oberhatzkofen an, dennoch wurde am 1. Mai 1978 im Zuge der Gebietsreform in Bayern die Gemeinde Oberhatzkofen in die Stadt Rottenburg a.d.Laaber eingemeindet. 1987 hatte Oberhatzkofen 497 Einwohner. Ende 2014 hatte die ehemalige Gemeinde Oberhatzkofen (ohne Unterlauterbach) 1069 Einwohner.

## Sehenswürdigkeiten
- Pfarrkirche Mariä Himmelfahrt. Das Barockbauwerk aus dem Jahre 1743 von Johann Georg Hirschstötter hat einen Turm aus dem 13. Jahrhundert und eine einheitliche Einrichtung um 1750. Der Chorstuckaltar enthält eine Marienfigur von ca. 1500.

## Bildung und Erziehung
- Kindergarten Oberhatzkofen

## Wirtschaft und Infrastruktur
Während im Nachbarort Niederhatzkofen mit Rola und der Schlossklinik Rottenburg zwei große Arbeitgeber zu finden sind, sitzen Oberhatzkofen einige mittelständische und landwirtschaftliche Betriebe.

## Vereine
- SV Oberhatzkofen e. V. 1949
- KLJB Oberhatzkofen-Unterlauterbach
- Freiwillige Feuerwehr Hatzkofen. Sie wurde am 26. Dezember 1874 gegründet.
- Katholischer Frauenbund Oberhatzkofen
- Liederkranz Hatzkofen e. V.
- Kirchenchor
- Krieger- und Soldatenverein Oberhatzkofen-Unterlauterbach
- Bayerischer Grantlerverein e. V.
- Obst- und Gartenbauverein Oberhatzkofen e. V.